# Статуя честі
41°17′21″ пн. ш. 36°20′11″ сх. д. / 41.289055555556° пн. ш. 36.336472222222° сх. д.
Статуя честі (тур. Onur Anıtı), також відома як Пам'ятник Ататюрку, розташована в парку Ататюрк у районі Илькадим міста Самсун у Туреччині. Вона присвячена висадці Мустафи Кемаля Ататюрка в Самсуні, одній з ключових подій Війни за незалежність Туреччини. Пам'ятник є однією з визначних пам'яток Самсуна.

## Історія
Кінну статую Мустафи Кемаля Ататюрка замовив 1927 року губернатор провінції Самсун Казим-паша (Казим Інанч) австрійському скульптору Генріху Кріппелю, який раніше виграв конкурс зі створення пам'ятника Перемоги в Анкарі, що зображує Ататюрка на коні. Бронзову статую створено у Відні (1928—1931); 29 жовтня 1931 року її встановили на постаменті в Самсуні в День Республіки. Офіційно ж пам'ятник відкрили 15 січня 1932 року. Статуя честі стала тринадцятим пам'ятником Ататюрку й четвертим твором Кріппеля в Туреччині.
Бронзова статуя, що зображає Ататюрка на коні, заввишки 4,75 метра, а загалом висота пам'ятника — 8,85 метра. Скульптор отримав за свою роботу премію в $5500, а зведення пам'ятника обійшлося в $37 000.
Металеві конструкції для пам'ятника відливалися на металургійному заводі «Vereinigte Metallwerke» в Австрії. Розділений на 32 частини пам'ятник транспортували з Гамбурга (Німеччина) на борту корабля Nicea в Самсун, куди він прибув 15 жовтня 1931 року.